# Pettyové-Fitzmauricové

Erb markýzů z Lansdowne

Pettyové-Fitzmauricové jsou anglický šlechtický rod vzniklý aliancí v 18. století. Od roku 1784 náleží rodině titul markýzů z Lansdowne a díky působení členů rodu ve vysokých funkcích a koloniální sféře se jméno Lansdowne objevuje v názvech měst, zeměpisných lokalit, veřejných budov a škol v Kanadě a Indii. Do 20. století patřil rod Petty–Fitzmaurice k významným politickým klanům Spojeného království. Současnou hlavou rodu je Charles Petty-Fitzmaurice, 9. markýz z Lansdowne (*1941). Hlavním rodovým sídlem je zámek Boowood House v hrabství Wiltshire, který je dnes částečně otevřen pro veřejnost.

## Historie

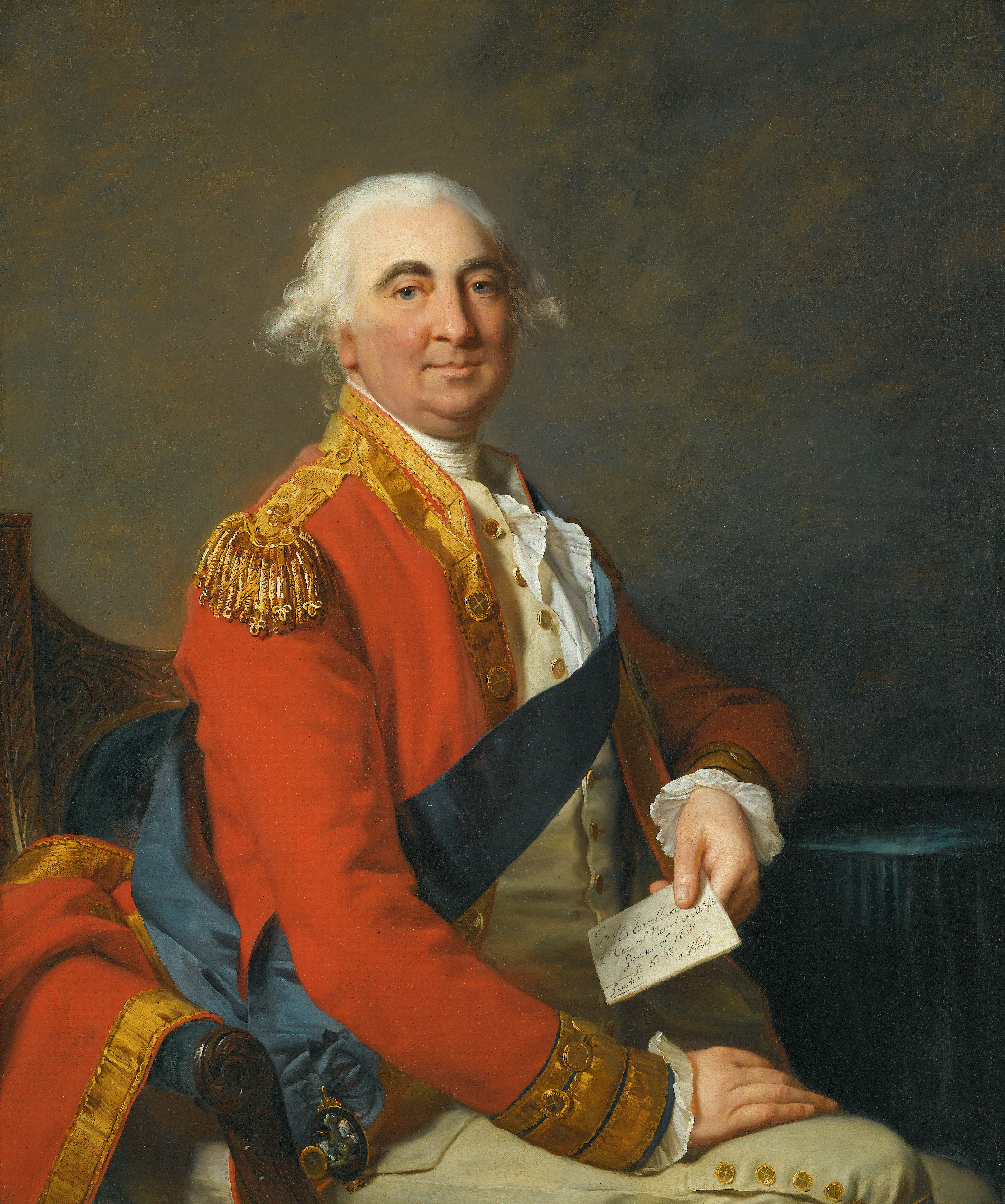
William Petty-Fitzmaurice, 1. markýz z Lansdowne (1737–1805), britský generál a ministerský předseda

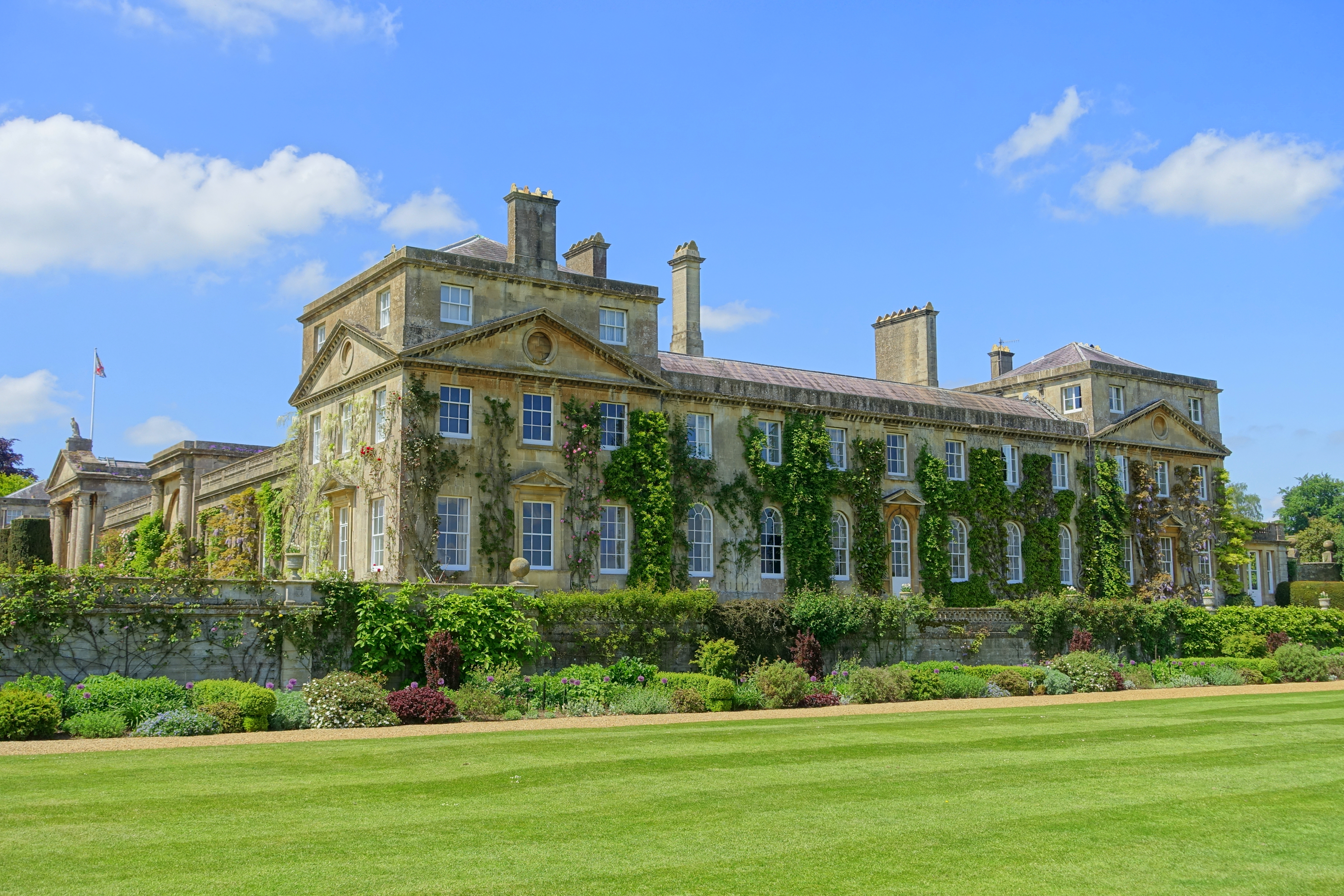
Zámek Boowood House v hrabství Wiltshire, hlavní sídlo rodu

Rodina Fitzmaurice patří ke starým irským klanům a od roku 1226 užívala titul lorda z Kerry. Thomas Fitzmaurice, 19. lord Kerry (1668–1741), byl poslancem irského parlamentu a později získal irský titul hraběte z Kerry (1723). Jeho manželkou byla Anne Petty (1676–1737), dcera irského generálního inspektora Williama Pettyho a toto jméno později část rodiny přijala. Francis Thomas Fitzmaurice, 3. hrabě z Kerry (1740–1818), prodal starobylé rodové dědictví v irském hrabství Kerry a zemřel bez potomstva. Tituly zdědila linie Petty-Fitzmaurice, která mezitím získala majetek a významné postavení v Anglii.
John Petty-Fitzmaurice (1706–1761), mladší syn 1. hraběte z Kerry, byl poslancem irského parlamentu, členem irské Tajné rady a později i členem britské Dolní Sněmovny. Mezitím byl v Irsku povýšen na hraběte ze Shelburne (1754), s titulem barona Wycombe (1760) pak vstoupil do Sněmovny lordů. Zasloužil se také o usazení rodiny v Anglii, když v roce 1754 zakoupil panství Boowood House v hrabství Wiltshire. Jeho syn William (1737–1805) sloužil nejprve v armádě, poté zastával několik vládních postů a nakonec byl krátce i ministerským předsedou (1782–1783). Za zásluhy poté získal titul markýze z Lansdowne (1784), který byl odvozen od rodového paláce Lansdowne House v Londýně, který rodině patřil v letech 1763–1929. První markýz z Lansdowne byl stoupencem mírového řešení americké války za nezávislost a přátelský postoj USA k jeho osobě dokládá darovaný portrét G. Washingtona, který je dnes umístěn v Národní galerii. Mladší bratr prvního markýze, poslanec Thomas Fitzmaurice (1742–1793), založil novou rodovou větev, která později zdědila skotský peerský titul hrabat z Orkney. Posledním potomkem této linie byl Cecil Fitzmaurice, 8. hrabě z Orkney (1919–1998), po jeho smrti přešel titul na spřízněnou rodinu St. John.

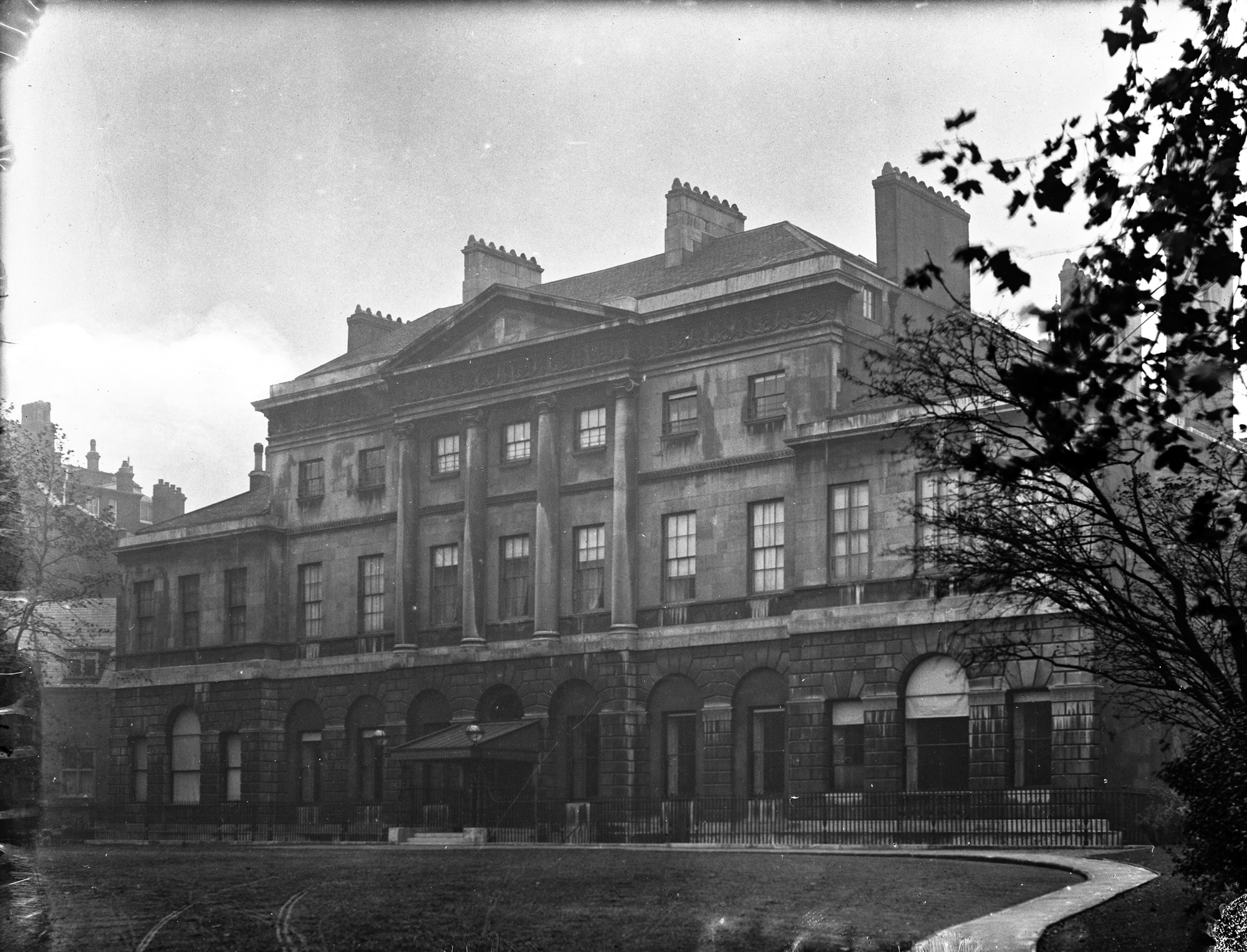
Palác Lansdowne House v Londýně, majetek rodu v letech 1763–1929

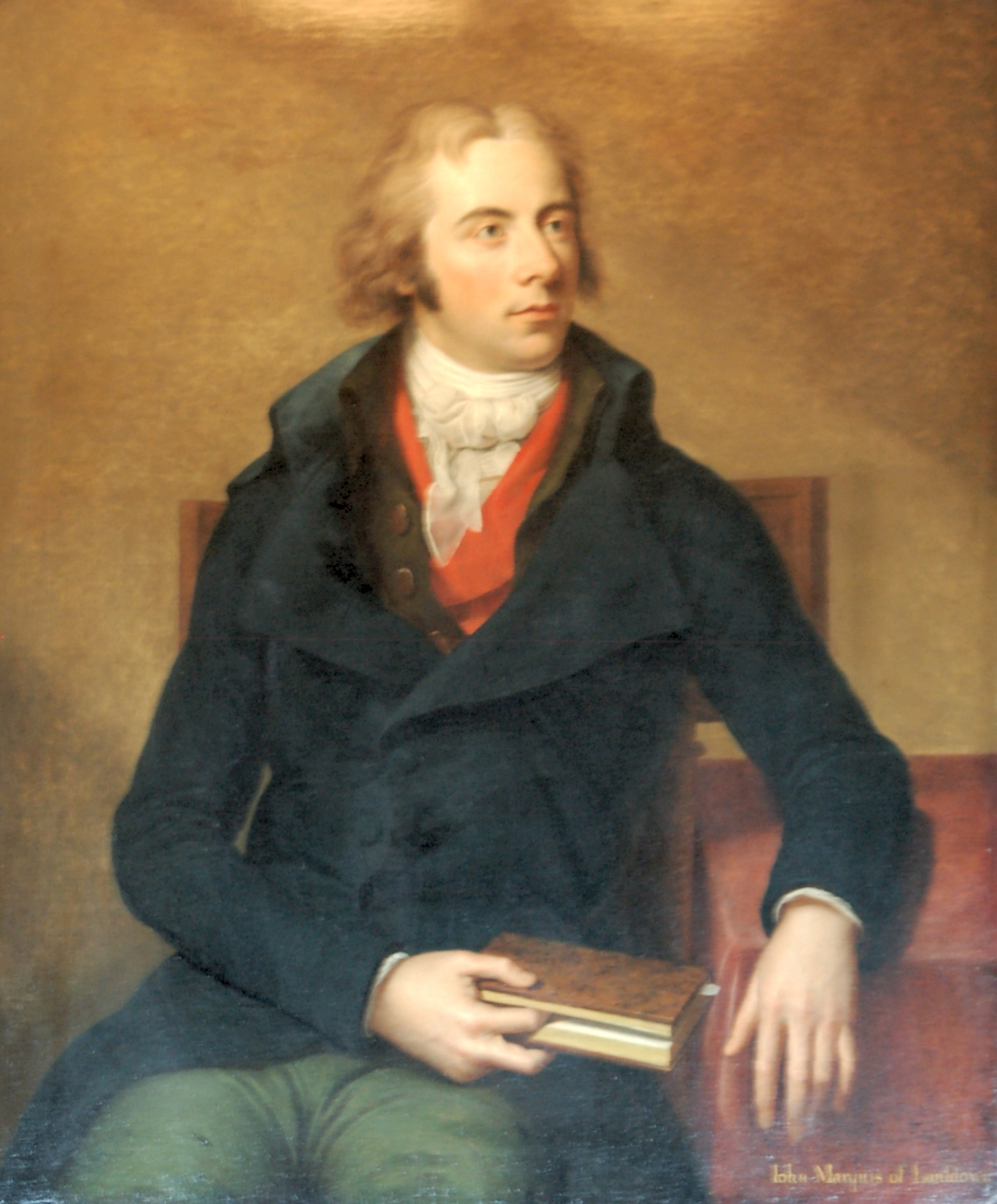
John Petty-Fitzmaurice, 2. markýz z Lansdowne (1765–1809)

Až do 20. století patřil rod k vlivným politickým klanům z řad nejvyšší aristokracie, Henry Petty-Fitzmaurice, 3. markýz z Lansdowne (1780–1863), byl ministrem financí, vnitra a zahraničí, jeho vnuk Henry Charles Petty-Fitzmaurice, 5. markýz z Lansdowne (1845–1927), byl místokrálem v Indii, generálním guvernérem v Kanadě a ministrem války a zahraničí. Kromě původního majetku v Irsku vlastnila rodina především rozsáhlý majetek v anglickém hrabství Wiltshire, kde jim patřilo přibližně 50 000 hektarů půdy a hlavní rodové sídlo Boowood House, úřední odhad po úmrtí 5. markýze stanovil v roce 1927 hodnotu majetku na výši 1 250 000 liber. Boowood House v 19. století upravoval architekt Charles Barry, poslední úpravy proběhly v letech 1978–1980. Boowood House je stále majetkem rodu, ale více než z poloviny je otevřen pro veřejnost a díky bohatým uměleckým sbírkám patří k oblíbeným turistickým cílům.
V současnosti je hlavou rodu Charles Maurice Petty-Fitzmaurice, 9. markýz z Lansdowne (*1941), který spravuje rodový majetek a jako regionální politik se angažuje v hrabství Wiltshire.

## Osobnosti rodu
- William Petty (1623–1687), lékař, ekonom, filozof, spisovatel
- William Petty-Fitzmaurice, 1. markýz z Lansdowne (1737–1805), generál a britský ministerský předseda, r. 1784 povýšen na markýze z Lansdowne
- Henry Petty-Fitzmaurice, 3. markýz z Lansdowne (1780–1863), britský politik, ministr financí, vnitra a zahraničí
- Henry Charles Petty-Fitzmaurice, 5. markýz z Lansdowne (1845–1927), britský státník, generální guvernér v Kanadě, místokrál v Indii, ministr zahraničí a války
- Edmund George Fitzmaurice, 1. baron Fitzmaurice (1846–1935), mladší bratr 5. markýze, novinář a politik
- George Petty-Fitzmaurice, 7. markýz z Lansdowne (1912–1999), britský politik, ministr pro záležitosti Commonwealthu a kolonií